# Telagrion
Telagrion – rodzaj ważek z rodziny łątkowatych (Coenagrionidae). Należy do niego jeden gatunek: Telagrion longum.
Rodzaj Telagrion zdefiniował w 1876 roku Edmond de Sélys Longchamps, zaliczając do niego cztery nowo opisane przez siebie gatunki z Ameryki Południowej: T. longum, T. fulvellum, T. inversum i T. mecistogastrum. Autor nie ustanowił gatunku typowego; w 1890 roku William Forsell Kirby jako gatunek typowy wskazał T. longum. Z biegiem lat do rodzaju tego zaliczono też kilka innych gatunków. W międzyczasie niektóre gatunki poprzenoszono jednak do innych rodzajów. Ostatecznie w 2008 roku Natalia von Ellenrieder i Rosser W. Garrison na podstawie porównawczych badań morfologicznych na nowo zdefiniowali rodzaj Telagrion, pozostawiając w nim tylko typowy T. longum, tym samym rodzaj ten stał się taksonem monotypowym.